# Lombardiska statsförbundet
Lombardiska statsförbundet (it. Lega Lombarda, Lombardiska ligan) var en allians mellan stadsstaterna Cremona, Mantua, Bergamo och Brescia skapad 1167 för att försvara städerna mot kejsar Fredrik I.
I förbund med påven besegrade städerna kejsar Fredrik i slaget vid Legnano 1176, varefter deras frihet erkändes. 1226 förnyades förbundet mot kejsar Fredrik II. De besegrades 1237 men bidrog till det hohenstafiska kejsardömets fall.